# Mad Desire
Mad Desire – singel Den Harrow, wydany w 1984 roku we Włoszech nakładem wytwórni Gong Records, a rok później w Niemczech przez Tycoon Records.
Piosenkę w wersji singlowej zaśpiewał Silvio Pozzoli. W wersji, która pojawiła się na albumie Overpower, wokalistą był Tom Hooker. Zmiana wersji na albumie była podyktowana względami językowymi (poziom angielskiego, akcent), co miało o tyle istotne znaczenie, że wszystkie pozostałe utwory z albumu śpiewał Hooker.
Utwór „Mad Desire” zajął 15. miejsce na włoskiej liście przebojów.

## Lista utworów

### Mad Desire – 7″
1. „Mad Desire” (3:50)
2. „Memories Of Mad Desire” (3:50)

### Mad Desire – 12″
1. „Mad Desire” (6:28)
2. „Memories Of Mad Desire” (5:58)

## Wykonawcy
- Silvio Pozzoli – wokal
- Miki Chieregato – instrumenty klawiszowe
- Roberto Turatti – perkusja